# Keratella nhamundaiensis
Keratella nhamundaiensis is een raderdiertjessoort uit de familie Brachionidae. De wetenschappelijke naam van deze soort is voor het eerst geldig gepubliceerd in 1982 door Koste.